# Den nezávislosti Ukrajiny
Den nezávislosti Ukrajiny (ukrajinsky День Незалежності України) je ukrajinský státní svátek slavený 24. srpna na paměť vyhlášení nezávislosti Ukrajiny v tento den roku 1991. Předtím byl den nezávislosti slaven 16. července 1991, kdy se připomínal 16. červenec 1990. Tehdy Nejvyšší sovět Ukrajinské SSR přijal rezoluci o státní suverenitě Ukrajiny.